# Steve Knickmeyer
Steve Knickmeyer, né le 2 avril 1944 à Cassville dans le Missouri, est un journaliste et un écrivain américain de roman policier.

## Biographie
Fils de l’écrivain W. L. Knickmeyer, il suit les cours de l’université de l'Oklahoma, dont il sort diplômé en 1967. Il travaille ensuite dans la petite ville d'Industry, en Californie, puis sur une base aérienne de l’Oklahoma. En 1971, il devient reporter et directeur littéraire pour le Ada Evening News (en) et occupe également un siège au conseil de direction de la General Motors et de l'AT&T Corporation.
En 1976, il publie un premier roman, intitulé Straight, qui est finaliste de l’Edgar du meilleur premier roman d'un auteur américain. Traduit dans la collection Super noire en 1977 sous le titre Les tueurs sont tristes, ce roman mêle à une intrigue policière classique une forte dose d'humour noir. Les privés Cranmer et Maneri enquêtent sur un faux-suicide et se trouvent confrontés à Richard Straight, un tueur à gages féru des lectures de Kant et de Spinoza en mission dans la petite localité de Solano dans l’Oklahoma. Le duo réapparaît dans un second roman non traduit en France.

## Œuvre
- Straight (1976) Publié en français sous le titre Les tueurs sont tristes, traduction de Madeleine Charvet, Paris, Gallimard, Super noire no 65, 1975.
- Cranmer (1978)

## Sources
- Claude Mesplède et Jean-Jacques Schleret, SN Voyage au bout de la noire, Paris, Futuropolis, 1982, p. 220.
- Les Auteurs de la Série Noire, 1945-1995, collection Temps noir, Joseph K., 1996, (avec Claude Mesplède), p. 274.